# Enrico Paribeni
Enrico Paribeni (Rome, 4 septembre 1911 – San Casciano in Val di Pesa, 4 octobre 1993) est un archéologue et universitaire italien, spécialiste de la céramique antique.

## Biographie
Enrico Paribeni est le fils de l'archéologue Roberto Paribeni. Il enseigne l'Archeologie et l'histoire de l'art grec et romain à l'Université de Florence de 1964 à 1981. Il se spécialise dans l'art grec antique, plus particulièrement à la sculpture et l'art de la céramique. Il collabore à la rédaction de l’Enciclopedia dell'arte antica, classica e orientale (Encyclopédie de l'Art antique, classique et oriental), sous la direction de Ranuccio Bianchi Bandinelli.
En 1956, à la mort de son père Roberto, il publie en collaboration avec d'autres auteurs la bibliographie de ses écrits.

## Publications
- (it) Museo Nazionale Romano. Sculture greche del V secolo. Originali e repliche. Libreria dello Stato, Rome, 1953.
- (it) Studi in onore di Aristide Calderini e Roberto Paribeni (Bibliographie des ouvrages de Roberto Paribeni, par Enrico Paribeni et Gianfilippo Carettoni), 1956.
- (it) Catalogo delle sculture di Cirene. Sculture e rilievi di carattere religioso. L'Erma di Bretschneider, Rome, 1959.

- (it) l'Arte dell' Antichita classica - ETRURIA - ROMA, UTET, 1976, (ASIN B004QZXFX4)